# Eisenbahnheirathen
Eisenbahnheirathen oder Wien, Neustadt, Brünn ist eine Posse mit Gesang in Drey Acten von Johann Nestroy. Das Stück wurde 1843 verfasst und hatte am 3. Jänner 1844 seine Uraufführung als Benefizvorstellung für den Dichter.

## Inhalt
Die Vettern Peter und Ignaz wollen zwei Mädchen heiraten, die sie noch gar nicht kennen: Peter die Babett Zopak in Brünn, Ignaz mit Hilfe der Heiratsvermittlerin, Frau Zaschelhuberin, die Theres Kipfl in Neustadt. Der Maler Patzmann liebt Zopaks Mündel Nanny, die er nach Wien entführt, Ignaz' Vorarbeiter Edmund ist in Babett verschossen. Patzmann nutzt Peters Ahnungslosigkeit beim Eisenbahnfahren aus und bringt ihn nach Neustadt statt nach Brünn. Auch Zopak, der Nannys Spur verfolgt, macht sich auf den Weg nach Neustadt, ebenso wie Ignaz und die Zaschelhuberin, die ihm das Eisenbahnfahren anpreist:
„Die Sechzehn Stationen bis Neustadt fahrt man in drey Viertelstund; 's Anhalten dauert in allem zusamm höchstens anderthalb Stund – ah so eine Reis' ist wirklich ein Genuß.“ (I. Act, 2. Scene)
Durch den ahnungslosen Bäckenmeister Kipfl kommt es zwischen allen Beteiligten zu weiteren Missverständnissen. Theres und der Geselle Brandenburger sind ineinander verliebt, darüber ist Kipfl so erbost, dass er Theres verstoßen will. Als Ignaz von Theres’ Liebschaft hört, reist er beleidigt sofort wieder ab und auch die anderen fahren auf Patzmanns Rat nach Brünn:
„Irren ist menschlich, der Fehler ist mit der Eisenbahn schnell repariert; kommen S', ich führ Ihnen –“ (II. Act, 15. Scene)
Patzmann wird in Brünn von allen Seiten um Hilfe gebeten. Schließlich treffen die Beteiligten am Brünner Bahnhof zusammen, und Patzmann ist bemüht, vor der Abfahrt des Zuges nach Wien als Ehestifter zu wirken. So führt er Babett und Edmund, Theres und Brandenburger zusammen – Ignaz und die Zaschelhuberin wollen noch bis zur Station Lundenburg darüber nachdenken. Patzmann selbst bekommt Nanny zur Frau, nur Peter bleibt allein zurück:
„In Wien und in Neustadt haben s’ mich für einen Narren g’halten und mir scheint in Brünn auch – […] Der Teufel soll die Eisenbahn hohl'n.“ (III. Act, 16. Scene)

## Hintergrund: Die Eisenbahn
Nestroys Zeitgenossen empfanden die Eisenbahn als neues Verkehrsmittel, das imstande war, ein völlig anderes Raum-Zeit-Gefühl hervorzurufen. Die Möglichkeit, Distanzen in bisher unmöglich geglaubter Zeit überwinden zu können, machte den Reiz dieser Erfindung aus. Künstlerischen Niederschlag fand dies in vielerlei Werken, wie beispielsweise im Dampfwalzer von Joseph Lanner, im Eisenbahn-Lustwalzer von Johann Strauss (Sohn), im Gedicht Poesie des Dampfes von Anastasius Grün. Von Nestroy stammt auch noch das Quodlibet Die Fahrt mit dem Dampfwagen (1834). Alois Grois, der in den Eisenbahnheirathen den Zopak spielte, schrieb das Stück Die Fahrt auf der Eisenbahn nach Wagram, oder: Der Bräutigam von Oedenburg, das am 2. März 1838 im Theater an der Wien uraufgeführt wurde und in dem Nestroy einen Friseur gab. Das Eisenbahnfahren wurde vor allem in den Sommermonaten zu einem derart beliebten Vergnügen, dass es sogar den Theaterbesuch negativ beeinflusste, das Eisenbahn-Billett konkurrierte mit dem Theater-Billett.
Für das vorliegende Stück ist es von Bedeutung, dass die hier erwähnte Kaiser Ferdinands-Nordbahn und die Südbahn, auch Gloggnitzer Bahn genannt, systematisch ausgebaut worden waren. Von 1837 bis 1841 waren bereits rund 350 km betriebsbereit. 1838 erfolgte der Brückenschlag über die Donau, so dass diese Lücke auf der Nordstrecke zwischen Floridsdorf und Wagram geschlossen war. Die Fahrzeit von Wien nach Brünn betrug damit nur mehr vier Stunden, die Fahrzeit von Wien nach Wiener Neustadt zwei Stunden. Ein originelles Bauwerk an der Südbahn ist der im Text erwähnte sogenannte „Busserltunnel“, der eher unnotwendig und in sehr geringer Länge (165 m) einen Ausläufer der Weinberge bei Gumpoldskirchen durchstößt.
Zaschelhuberinn (zu Peter): „Wenn Sie einmahl den schauerlichen Tunnel bey Gumpoldskirchen werden passiert haben.“ (I. Act, 3. Scene)
Die Begeisterung und zugleich das Unwissen über die neue Reisemöglichkeit lässt Nestroy den Bäckenmeister Kipfl aussprechen:
„Ich lass' einmahl keinen Train aus, mich interessiert's weil ich's versteh, ich kenn einen Maschinisten, der hat mir alles erklärt, ich weiß was der Dampf is, ich weiß was die Kohlen is, ich weiß jedes Bestandtheil, nur das einzige, wie die Maschine gerad die Pferdekräfte bekommt, das versteh' ich noch nicht, darüber muss ich mit einem Roßhandler reden.“ (II. Act, 2. Scene)

## Werksgeschichte
Nach dem Misserfolg von Nur Ruhe! wollte Johann Nestroy dem Publikum eine gefällige Posse liefern. Das Vorbild war ein Vaudeville, nämlich Paris, Orléans et Rouen. Comédie Vaudeville en trois actes von Jean-François Bayard (1796–1853) und Charles Varin (1798–1869). Sowohl bei der Premiere des französischen Originals im Pariser Théâtre du Palais-Royal am 1. September 1843 als auch bei Nestroys Version in Wien erregte das Spiel um die Neuerung von Eisenbahn und Dampflokomotive Aufsehen und brachte Erfolg. War es in Frankreich das Motiv der schnellen Bahnstrecke Paris, Orléans, Rouen, so wurde es in Wien die neue Nord- und Südbahn, auf denen sich Liebespaare, Schwiegerväter, Helfer und Störer vereinen. Dies hat Nestroy auch in der Änderung des ursprünglichen Titels Die Ehestandscandidaten auf der Eisenbahn auf den kompakteren Eisenbahnheirathen dargestellt.
Vom Original übernahm Nestroy nicht nur die Handlung nahezu unverändert, sondern ganze Dialoge, die er lediglich durch österreichische Akzente, wie böhmakelnde Gewerbetreibende und wienerische Sprache lokal anpasst. Seine Zuneigung zur Gastspielstadt Brünn, die er im Sommer oft auf Tourneen besuchte, zeigte er durch die Nennung im Titel sowie durch den dritten Akt, der im Passagierzimmer im Brünner Bahnhof und an anderen Orten dieser Stadt spielt.
Eine Adaption ins Deutsche unter dem Titel Dresden, Leipzig und Magdeburg, aufgeführt in Leipzig ohne großen Erfolg, dürfte Nestroy nicht gekannt haben, er stützte sich auf die von ihm in Auftrag gegebene (undatierte) Übersetzung der ersten beiden Akte durch Gustav Zerffi. Den 3. Akt hatte er vermutlich selbst übersetzt und stark bearbeitet, da hier die größten Unterschiede zum Original feststellbar sind. Die handelnden Personen hat er verdoppelt, indem er zwei Väter aus dem Konditorgewerbe, zwei Freier aus dem Musikgewerbe, die gleichzeitig zwei Vettern sind, zwei Töchter und auch zwei „wahre“ Liebhaber schuf. Den Töchtern zur Seite stellte er einmal eine Cousine, auf der anderen Seite eine Heiratsvermittlerin. Eine einzige Person (Patzmann) ist Herr der Situation und schiebt alle Figuren auf dem Gleis der Handlung dorthin, wo sie sein sollen. Die Eisenbahnstrecke ist gleichzeitig Handlungsort und -zeit, vorgegeben durch die Fahrpläne. Das Glockensignal der Abfahrt läutet gleichzeitig den Aktschluss ein. Was im Original der verschlafene Postkutschen-Ort Senlis ist, wird bei Nestroy zum damals ebenfalls noch nicht von der Bahn erschlossenen Krems an der Donau.
Johann Nestroy spielte den Maler Patzmann, Wenzel Scholz den Peter Stimmstock, der Komponist Andreas Scutta den Ignaz Stimmstock, Ignaz Stahl den Bäckenmeister Kipfl, Alois Grois den Bäckermeister Zopak (auf dem Theaterzettel Procpak genannt).
Bei einer Tournee in Deutschland 1851 wurde für das Münchner Theater in der Isarvorstadt der Titel des Stückes geändert in: Die Eisenbahnheirathen durch die Eisenbahn von München, Kaufbeuren und Donauwörth.
Das Originalmanuskript Nestroys trägt noch den Titel Die Ehestandscandidaten auf der Eisenbahn oder Wien, Neustadt, Brünn und verweist auf das französische Original. Eine Partiturabschrift und ein Rollenheft Dampffahrt von Wien nach Brünn, für Ignatz, das drei Couplets enthält, die nicht in Eisenbahnheirathen aufgenommen wurden, sind ebenfalls erhalten.

## Zeitgenössische Rezeption
Nach dem Verriss seines letzten Stückes Nur Ruhe! fand Nestroys neues Werk wohlwollende Aufnahme bei Publikum und Kritikern. Im Wanderer vom 5. Jänner 1844 (S. 19 f.) war zu lesen:
„Nestroy versteht die Kunst, wie kein Anderer vor und neben ihm, Producte fremden Bodens so zu verpflanzen, dass sie einheimische Gewächse zu seyn scheinen.“
Die Wiener Theaterzeitung von Adolf Bäuerle war wie meistens voll des Lobes (5./6. Jänner, S. 19.):
„Mit großer, inniger Freude können wir berichten, dass dieses neueste Product des durch eine so lange Reihe von Jahren als höchst begabter Dichter bekannten Verfassers einen überaus vollgiltigen, ja stürmischen Beifall erhalten, ja dass dieser Beifall von Act zu Act, von Scene zu Scene sich steigerte, und ihr Schöpfer, dieser wahrhafte Liebling aller Freunde der heiteren Localmuse, einen vollkommenen Sieg gefeiert hat.“
Wesentlich kritischer urteilte das Wiener Morgenblatt am 5. Jänner (s. 10 f.), indem das „magere Sujet“ und die „dickleibige Natur“ des Werkes getadelt wurde (5. Jänner, S. 10 f.), wobei auch die Rolle des Publikums schlecht wegkam. Diese Kritik und die gegensätzliche der Theaterzeitung sind auch im Blick auf den in der damaligen Zeit schwelenden Streit zwischen Vaudevillisten und Lokalpossen-Liebhabern zu sehen. Der sonst sehr Nestroy-kritische Moritz Gottlieb Saphir schrieb in seiner Zeitschrift Der Humorist lobend über die Aufführung, nannte den Beifall des Publikums durchaus für berechtigt und betonte, dass sich der Autor aller Gemeinheiten und Zweideutigkeiten enthalten habe. Im Sammler vom 6. Jänner (S. 14 f.) wurde behauptet, Nestroys eigentliche Befähigung sei die „der Nachbildung, Nachformung, der Ausführung eines schon Gegebenen“, wodurch das Possenrepertoire der lokalen Vorstadtbühnen sehr bereichert würde.

## Spätere Interpretationen
Otto Rommel reiht dieses Stück unter die „echten, durch kein Moralisieren und Dozieren verfälschten Possen“ (Zitat) ein, entstanden zwischen 1835 und 1845, zusammen mit Eulenspiegel (1835), Der Affe und der Bräutigam (1836), Das Haus der Temperamente (1837), Einen Jux will er sich machen (1842) und Liebesgeschichten und Heurathssachen (1843). Diesen allen liege das alte Hauptmotiv der Harlekinade zugrunde, nämlich der widerstrebende Vater oder Vormund, der schon einen Bräutigam bestimmt hat, das liebend Paar und der geschickte, die Hochzeit herbeiführende Intrigant. In den Eisenbahnheirathen sorgt das neue Verkehrsmittel dafür, dass die Intrige nicht von Zimmer zu Zimmer gesponnen werde, sondern von Stadt zu Stadt, wobei wohl erstmals ein Bahnhofswartesaal auf die Bühne gebracht worden war.
Helmut Ahrens stellt fest, „das Spielchen um Technik, sanfte Erotik und Liebelei“ (Zitat) habe dem Publikum Vergnügen und Kurzweil gebracht. Bemerkenswert sei, dass Nestroy der ihm gewogenen Gastspielstadt Brünn durch dieses Werk seine Reverenz erwiesen habe, in dem er sie nicht nur im Titel nannte, sondern auch in der Gestaltung einer Szene im 3. Akt, deren Handlungsort das Passagierzimmer im Brünner Bahnhof – der Wartesaal – ist. Aber dieses Stück wäre, ebenso wie Hinüber – Herüber (1844), lediglich ein spielerisches Pausieren vor einem ausgereiften, „eine Sternstunde des österreichischen Theaters“ (Zitat) darstellendem Werk gewesen: Der Zerrissene (ebenfalls 1844).

## Text
- Vollständiger Text auf nestroy.at/nestroy-stuecke/50 (Textscreen)